# Bien (på Trianglen)
Bien, Suppeterrinen eller blot Terrinen er en bygning på Trianglen på Østerbro i København. Den er tegnet af arkitekt P. V. Jensen-Klint (1853-1930).
Oprindeligt blev bygningen opført som sporvognsventesal, senere blev der drevet kiosk. Det er muligvis kioskens navn (Bien) der har hængt ved, så bygningen i dag kaldes for Bien. Bygningen er i dag fredet og afventer renovering.
Dens andet folkelige navn refererer til bygningens ejendommelige facon blev allerede brugt under Borgerrepræsentationens forhandlinger om byggeriet i 1904.
P. V. Jensen Klint kom med mere end fem forslag til udformningen, før den daværende Østerbros Grundejerforening var tilfredse og byggeriet blev vedtaget i 1907. Pga. kobbertagets markante udformning blev Bien i folkemunde døbt Terrinen eller Suppeterrinen. Allerede i 1904 udtaler Borgerrepræsentationens formand og ordfører Slomann ”Der vil måske stå lidt strid om den; den vil måske blive kaldt et terrinlåg ... men et terrinlåg kan også være kønt ...”. Så udformningen af taget har der tilsyneladende ikke været strid om. På toppen af taget sidder to besynderlige, radmagre fabeldyr og gaber mod himlen.